# Warner (hrabstwo Merrimack)
Warner – jednostka osadnicza w Stanach Zjednoczonych, w stanie New Hampshire, w hrabstwie Merrimack.